# Rapovine
Rapovine är en ort i Bosnien och Hercegovina.   Den ligger i entiteten Federationen Bosnien och Hercegovina, i den sydvästra delen av landet, 110 km väster om huvudstaden Sarajevo. Rapovine ligger 716 meter över havet och antalet invånare är 335.
Terrängen runt Rapovine är kuperad åt nordost, men åt sydväst är den platt. Närmaste större samhälle är Livno, 2,6 km öster om Rapovine. 
Trakten runt Rapovine består till största delen av jordbruksmark. Runt Rapovine är det ganska tätbefolkat, med 93 invånare per kvadratkilometer.